# Ане (Приморская Шаранта)
Ане́ (фр. Anais) — коммуна во Франции, находится в регионе Пуату — Шаранта. Департамент коммуны — Приморская Шаранта. Входит в состав кантона Ла-Жарри. Округ коммуны — Ла-Рошель.
Код INSEE коммуны — 17007.

## Население
Население коммуны на 2010 год составляло 326 человек.
| 1962 | 1968 | 1975 | 1982 | 1990 | 1999 | 2010 |
| ---- | ---- | ---- | ---- | ---- | ---- | ---- |
| 184  | 197  | 195  | 211  | 231  | 210  | 326  |